# Trap Lovers
Trap Lovers è il terzo album in studio del gruppo musicale italiano Dark Polo Gang, pubblicato il 28 settembre 2018.

## Descrizione
Annunciato nel 2018, Trap Lovers è il primo album del gruppo senza Side. Inoltre, Pyrex, Tony Effe e Wayne Santana sono presenti per la prima volta in ogni traccia. Le produzioni dell'album sono affidate a Sick Luke, Chris Nolan e Michele Canova Iorfida, che sigla così la sua prima esperienza con il collettivo romano. Il trio ha conosciuto il noto produttore italiano a Los Angeles tramite il rapper Fedez: «Siamo entrati in studio, ci siamo messi a fare Splash e ai primi due o tre trick che ha fatto siamo impazziti. Non è un trapper, è un signore. Conosce la trap meglio di noi».
Tra i dodici brani che compongono il disco sono presenti anche i singoli British e Cambiare adesso, quest'ultimo lanciato in concomitanza con la pubblicazione dell'album.
La riedizione del disco, chiamata Trap Lovers Reloaded, presenta quattro remix e tre inediti: Taki Taki, Sex on the Beach e Gang Shit, tutti certificati disco d'oro dalla FIMI.

## Tracce
1. Cambiare adesso – 3:49
2. Splash – 3:02
3. Toy Boy – 3:21
4. Young Rich Gang – 2:54
5. Peter Pan – 3:15
6. Uomini e donne – 3:14
7. Expensive (feat. MamboLosco) – 2:20
8. Acqua Fiji – 3:13
9. Che bello essere Dark – 2:52
10. Baby che noia – 2:51
11. Casper – 1:59
12. British – 3:12

CD bonus nell'edizione Reloaded
1. Taki Taki – 2:30
2. Sex on the Beach – 2:46
3. Splash RMX (feat. Gué & Luchè) – 3:04
4. Young Rich Gang RMX (feat. ZillaKami & Sosmula) – 4:13
5. Gang Shit RMX (feat. Gashi & Capo Plaza) – 3:45
6. Cambiare adesso (Acoustic Version) – 3:08
7. Gang Shit (feat. Capo Plaza) – 3:20

## Formazione
Gruppo
- Tony Effe – voce
- Pyrex – voce
- Wayne Santana – voce

Altri musicisti
- MamboLosco – voce aggiuntiva (traccia 7)

Produzione
- Sick Luke – produzione, missaggio, mastering, montaggio
- Michele Canova Iorfida – produzione
- Chris Nolan – produzione aggiuntiva (traccia 6)[9]

## Classifiche

### Classifiche settimanali
| Classifica (2018) | Posizione massima |
| ----------------- | ----------------- |
| Italia            | 1                 |
| Italia (vinili)   | 2                 |

### Classifiche di fine anno
| Classifica (2019) | Posizione |
| ----------------- | --------- |
| Italia            | 53        |